# Miquel Àngel Riera i Nadal
Miquel Àngel Riera Nadal (Manacor, 29 d'abril de 1930 - Palma, 20 de juliol de 1996) fou un escriptor mallorquí en llengua catalana. Estudià Dret a la Universitat de Barcelona, on es llicencià el 1956. Fou guardonat amb la Creu de Sant Jordi de la Generalitat de Catalunya el 1988, amb el Premi Ramon Llull de 2008 i el 2021 fou nomenat Fill Predilecte de l'illa de Mallorca pel Consell de Mallorca.
A banda de la seva activitat literària, Miquel Àngel Riera va ser un dels més importants impulsors de les activitats culturals a Mallorca durant els anys seixanta i setanta i va traduir a català l'obra poètica de Rafael Alberti. També va fundar i dirigir la col·lecció de poesia El Turó i la col·lecció Tià de Sa Real. El 1987 Riera va ser proposat per la delegació catalana del PEN Club per a premi Nobel de literatura. La seva esposa, Roser Vallès, amb qui tenia tres fills, és la traductora d'algunes de les seves obres al castellà.

## Obra

### Poesia
- Poemes a Nai, 1965
- Biografia (1969,1970)
- Paràbola i clam de la cosa humana, 1974
- La bellesa de l'home, 1979
- Llibre de benaventurances, 1980
- El pis de la badia, 1992

### Novel·la
- Fuita i martiri de Sant Andreu Milà, 1973
- Morir quan cal, 1974
- L'endemà de mai, 1978
- Panorama amb dona, 1984
- Els déus inaccessibles, 1987
- Illa Flaubert, 1990

### Contes
- La rara anatomia dels centaures, 1979
- Crònica lasciva d'una decadència, 1995

### Traduccions
- Poemes de l'enyorament, de Rafael Alberti, 1972

## Premis
- Ciutat de Palma, 1972, per Poemes de Miamar
- Premi Sant Jordi de novel·la, 1973, per Casa encesa (Morir quan cal)
- Crítica Serra d'Or de novel·la, 1975, per Morir quan cal
- Nacional de la crítica, 1979, per L'endemà de mai
- Crítica Serra d'Or de novel·la, 1984, per Panorama amb dona
- Premi Nacional de Literatura Catalana, 1988
- Creu de Sant Jordi, 1989
- Josep Pla, 1990, per Illa Flaubert
- Joan Crexells, 1990, per Illa Flaubert
- Nacional de la crítica, 1991, per Illa Flaubert
- Ciutat de Barcelona, 1991
- Premi Ramon Llull, 2008